# السرو (دمياط)
السرو مدينة تابعة لمركز الزرقا بمحافظة دمياط المصرية.

## التاريخ
مدينة السرو من النواحي القديمة، واسمها الأصلي قديمًا «بججا»، وفي عهد العرب عرفت باسم «السرو» وهو يعني «الأرض المرتفعة»، فقد أورد ياقوت الحموي في معجم البلدان: «السرو: قرية بمصر من كور الدقهلية ... بلد بمصر قرب دمياط عند مفرق النيل إلى أشموم ودمياط»، كما وردت في كتاب قوانين الدواوين للأسعد بن مماتي من أعمال الدقهلية باسم «سرو بججا» وهو الاسم الذي وردت به في الروك الصلاحي الذي أجراه السلطان الأيوبي الناصر صلاح الدين سنة 572هـ/1176م، كما وردت بنفس الاسم من أعمال الدقهلية والمرتاحية في كتاب «التحفة السنية في أسماء البلاد المصرية» لابن الجيعان الذي حصر القرى المصرية بعد الروك الناصري الذي أجراه السلطان المملوكي الناصر محمد بن قلاوون سنة 715هـ/1315م، فقال: «سرو بججا ودقهلة كفرها، مساحتها 2809 أفدنة بها رزق 19 فدان عبرتها 10,000 دينار كانت للمقطعين والآن لهم وأملاك وأوقاف». وكانت القرية تتبع مديرية الدقهلية حتى عام 1954م ضمن مركز فارسكور، حيث نُقلت تبعيتها إلى محافظة دمياط. وفي سنة 1990م، صدر قرار بتحويل قرية السرو إلى مدينة.

## أعلام
من أعلام السرو القارئ الشيخ محمد محمود عوض (من مواليد 5 يناير عام 1933).